# Ferdinand Karsch
Ferdinand Karsch ou Karsch-Haack (Münster, 2 de setembro de 1853 – Berlim, 20 de dezembro de 1936) foi um aracnólogo, entomologista e antropólogo alemão.

## Vida
Filho de doutor, Karsch foi educado na Universidade Friedrich-Wilhelm em Berlim, publicando uma tese sobre a Cynipidae em 1877. De 1878 a 1921, ele manteve o cargo de curador no Museu de História Natural de Berlim. Entre 1873 e 1893, ele publicou um catálogo das aranhas de Vestfália; ele publicou também numerosos artigos sobre os espécimes que o museu recebeu dos vários exploradores e naturalistas que trabalhavam na África, China, Japão, Austrália, etc.. A publicação do trabalho dos outros ocasionalmente resultava em disputas sobre a prioridade e nomenclatura, como no exemplo de Pickard-Cambridge.
Além de suas atividades zoológicas, ele publicou vários trabalhos sobre sexualidade e, em particular, homossexualidade dentro do reino animal e no dos tão falados povos "primitivos", como Das Leben Der Gleichgeschlechtliche Kulturvölker – Ostasiaten: Chinesen, Japanese, Korea em 1906, que se tratava da homossexualidade nas sociedades Orientais, e Das Leben Der Gleichgeslechtliche Naturvölker. A ascensão de Hitler ao poder e a repressão nazista sobre a homossexualidade resultaram no eclipse de sua reputação.

## Literatura
- Robert Aldrich, Garry Wotherspoon, Who's who in gay and lesbian history: from antiquity to World War II (2nd ed), Routledge, 2002, ISBN 0415159830, pp. 281–282.
- Bernd-Ulrich Hergemöller, Man for Man, Suhrkamp, 2001, pp. 410–411.